# 聖連鰭唇魚
聖連鰭唇魚，為輻鰭魚綱鱸形目隆頭魚亞目隆頭魚科的其中一種，分布於東南大西洋的阿森松岛海域，棲息深度10-25公尺，體長可達23.3公分，棲息在沙底質海域，生活習性不明。